# ディエゴ・コンテント
ディエゴ・アルマンド・ヴァレンティン・コンテント（Diego Armando Valentin Contento, 1990年5月1日 - ）は、西ドイツ・ミュンヘン出身の元サッカー選手。ポジションはDF。イタリア系ドイツ人である。

## 経歴
1995年から所属するバイエルン・ミュンヘンのユースチームを経て、2010年1月にチームメートのダヴィド・アラバ、メーメット・エキジと共にトップチームに昇格した。1月13日にプロ契約を結んだ。2月10日、DFBポカールのSpVggグロイター・フュルト戦でベンチ入りし、59分にアナトリー・ティモシュチュクとの交代でプロデビューを飾った。
2010-11シーズンはの開幕当初はレギュラーとして起用されていたが、その後は負傷による離脱が多く出場機会は少ない。
2011-12シーズンのUEFAチャンピオンズリーグ決勝では複数の選手が出場停止だったこともあり、スターティングメンバーに抜擢された。
2014年8月、2014-2015シーズンからフランス1部リーグ・アンに所属するFCジロンダン・ボルドーに移籍することが決定した。
2018年5月、2018-19シーズンよりフォルトゥナ・デュッセルドルフへ2020年6月までの2年契約で完全移籍することが発表された。
2023年3月8日、現役引退を表明した。

## 所属クラブ
- バイエルン・ミュンヘンⅡ 2008-2010
- バイエルン・ミュンヘン 2010-2014
- FCジロンダン・ボルドー 2014-2018
- フォルトゥナ・デュッセルドルフ 2018-2020
- SVザントハウゼン 2020-2021

## タイトル
クラブ
バイエルン・ミュンヘン
- ブンデスリーガ 2009-10, 2012-13, 2013-14
- DFBポカール 2009-10, 2012-13, 2013-14
- DFLスーパーカップ 2010, 2012
- UEFAチャンピオンズリーグ 2012-13
- UEFAスーパーカップ 2013
- FIFAクラブワールドカップ 2013